# Fonds d'aide et de soutien pour l'intégration et la lutte contre les discriminations
Pour les articles homonymes, voir FAS.
Le Fonds d'action et de soutien pour l'intégration et la lutte contre les discriminations (FASILD) est un établissement public issu du Fonds d'action sociale pour les travailleurs musulmans d'Algérie en métropole et pour leur famille (FAS), fondé en 1958. Le FASILD finance des opérations en faveur de l'intégration des immigrés et de populations considérées comme telles dans la population française.

## L'héritage colonial et post-colonial

### Le Fonds d'action sociale (FAS) pour les travailleurs musulmans d'Algérie en métropole et pour leur famille
Ce fonds est créé en 1958 dans le cadre du plan de Constantine, plan de valorisation de l'ensemble des ressources de l'Algérie, au plus fort de la guerre d'Algérie.
Placé sous la tutelle du ministère des affaires sociales, l'établissement public à caractère administratif est chargé de « promouvoir une action sociale et familiale en faveur des salariés travaillant en France métropolitaine dans les professions visées par le régime algérien d'allocations familiales et dont les enfants résident en Algérie ».
Le FAS est financé à l'origine par les allocations familiales, versées par les employeurs et les salariés. Les « Français musulmans d'Algérie » travaillant en France métropolitaine, selon la terminologie de l'époque, sont soumis au régime de cotisation commun, mais leurs familles en Algérie ne bénéficient pas des mêmes allocations que les familles métropolitaines du fait de règlements discriminatoires d'indemnisation. L'un des objectifs du FAS est de compenser cette inégalité, mais reste insuffisant d'après Antoine Math.
Le FAS intervient aussi dans le logement des travailleurs algériens en France métropolitaine en participant au financement des foyers pour travailleurs migrants gérés notamment par la société Sonacotra, créée par l'État en 1956.
Jusqu'à l'indépendance de l'Algérie, le FAS est censé répartir son intervention de part et d'autre de la Méditerranée à raison d'un tiers en France métropolitaine et de deux tiers en Algérie, mais ensuite il concentre ses actions en France.

## De l'encadrement de l'immigration à l'intégration
La confusion administrative et politique créée par ces conditions de création, les ambiguïtés de la volonté des pouvoirs publics, les modalités de fonctionnement qui en découlent, la brusque évolution de la situation historique seront aussi régulièrement critiquées par la cour des comptes (1963, 2004).
Le FAS a étendu son public, d'abord aux immigrés de toutes nationalités, puis à toute personne souffrant de discrimination, et diversifié ses activités. Devenu Fastif (Fonds d'action sociale pour les travailleurs immigrés et leur famille) avant de prendre son appellation actuelle de FASILD en 2001.
Le FAS ou FASILD reste cependant le principal financeur de la Sonacotra, son directeur général représente l'État au conseil d'administration de cette société.

## L'ACSÉ
L'Agence nationale pour la cohésion sociale et l'égalité des chances (ACSÉ) a été créée par la loi n° 2006-396 du 31 mars 2006, publiée au Journal officiel le 2 avril 2006.
Elle remplacera, à la date de la mise en place de son Conseil d'Administration, le Fonds d'aide et de soutien pour l'intégration et la lutte contre les discriminations pour toutes les actions qui ne seront pas liées à des actions de participation à l'accueil des populations immigrées.

## Dirigeants

### Directeur général
- oct. 1999-oct. 2005 : Olivier Rousselle
- depuis oct. 2005 : Patricia Sitruk

depuis la création de l'Acsé : Dominique Dubois

### Président du Conseil d'administration
- ? - oct. 2005, Dominique Balmary (Président du Conseil national de la formation professionnelle)
- depuis oct. 2005, par François Pignon (ancien Directeur général de l’ANPE)

Depuis  la création de l'ACSE :  
Le 21 février 2011 : Salima Saa.
Née en 1971 à Soissons, Salima Saa s’implique tôt dans la vie associative dans la région du Nord-Pas-de-Calais notamment autour des questions sociales : l’emploi, l’insertion, l’éducation. Elle est membre du Haut conseil à l’intégration depuis 2009,   et a été nommée en 2008 membre du Haut conseil des rapatriés, chargée du plan emploi. Le large champ  d’intervention de l’Acsé sur les grands sujets que sont l’emploi, la santé, l’éducation ou l’insertion des jeunes, lui semble un levier efficace pour faire bouger les choses. Ce sont 30 000 actions concrètes qui constituent le fer de lance de la politique en faveur des habitants des quartiers de la politique de la ville.
Depuis 2008, Salima Saa est directrice commerciale au sein du Groupe Saur, troisième groupe industriel français dans la gestion de l’eau et des déchets. Fille de militaire, elle grandit dans différentes villes de garnisons. Elle obtient un baccalauréat scientifique en 1988 au lycée franco-allemand de Berlin puis poursuit des études de biologie à Lille. Elle a obtenu, dans le cadre du programme Erasmus, sa maîtrise à l’Université de Swansea (Pays de Galles).
Titulaire d’un DESS en Environnement de l’université de Lille I, elle travaille pour diverses entreprises privées et également à l’Agence de l’eau Seine Normandie avant de démarrer sa propre « start-up » Enviro2B.com en 2000. Elle vend cette société en 2002. Elle obtient un diplôme de management de l’ESC de Marseille et installe parallèlement son cabinet de communication en environnement dans les Bouches-du-Rhône. En 2007, elle revient à Paris et occupe pendant un an le poste de responsable de l’agence de conseil en communication environnementale Parménion.

## Citation
« Il est vrai que l’idée selon laquelle les immigrants n’étaient qu’une population de passage a longtemps prévalu. Dès lors, l’essentiel des premiers efforts déployés au cours des années 50 et 60 ne visait en rien à traiter les problèmes de l’ensemble des immigrants. Et si le FAS ou la Sonacotra ont été créés dans cette période, c’était exclusivement à destination des musulmans d’Algérie se trouvant en métropole - et encore, dans le contexte très particulier de la guerre d’Algérie.»
Philippe Séguin, Président de la Cour des comptes (Conférence de presse du mardi 23 novembre 2004 : Présentation du rapport public particulier sur l’accueil des immigrants et l’intégration des populations issues de l’immigration)